# کارینه سارگسیان (پزشک)
کارینه آساطوری سارگسیان (ارمنی: Կարինե Ասատուրի Սարգսյան؛ انگلیسی: Karine Sargsyan؛ زادهٔ ۲۲ ژوئن ۱۹۴۵ - درگذشته ۲۹ اکتبر ۲۰۱۳) پزشک متخصص در زمینه پزشکی گوارش اهل ارمنستان بود.

## زندگی‌نامه
وی در ۲۲ ژوئن ۱۹۴۵ در ایروان به دنیا آمد و از دانشگاه پزشکی دولتی ایروان (۱۹۶۹) فارغ‌التحصیل گشت. وی در انستیتو پژوهش علمی درمان‌های آبگرم و سلامت طب فیزیکی، انستیتو ملی سلامت] و انستیتو جراحی میکائیلیان وی در ۲۹ اکتبر ۲۰۱۳ در سن ۶۸ سالگی در ایروان درگذشت.

## یادداشت
1. ↑  բժշկական գիտությունների դոկտոր
2. ↑  ստամոքսաղիքաբան
3. ↑  Sientific Research Institute of Spa Treatment and Phisical Medicinehealth
4. ↑  National Institute of Health
5. ↑  Mikaelyan Institute of Surgery